# Alibunar
Alibunar je grad i sjedište općine Alibunar u Vojvodini, Južnobanatski okrug. Kroz Alibunar prolazi značajna cestovna prometnica Beograd-Pančevo-Alibunar-Vršac-Temišvar, kao i željeznica koja također spaja Beograd i Temišvar. Alibunar se u Kruševskom spomeniku spominje kao „Alijina voda“.

## Stanovništvo
Prema popisu stanovništva iz 2002. godine naselje ima 3.431 stanovnika.

### Etnička struktura
- Srbi - 2.052 (59,81%)
- Rumunji - 960 (27,98%)
- Romi - 87 (2,54%)
- Mađari - 61 (1,78%)
- Slovaci - 46 (1,34%)
- Makedonci - 43 (1,25%)
- Jugoslaveni - 42 (1,22%)

### Kretanje stanovništva
- 1948.: 3.616
- 1953.: 3.811
- 1961.: 3.705
- 1971.: 3.951
- 1981.: 3.803
- 1991.: 3.738
- 2002.: 3.431